# Pine Ridge, Florida
Pine Ridge är en ort (CDP) i Citrus County, i delstaten Florida, USA. Enligt United States Census Bureau har orten en folkmängd på 9 598 invånare (2010) och en landarea på 64,4 km².